# Nicolás Maduro
Nicolás Maduro Moros (Caracas, 23 de novembre de 1962) és un polític veneçolà, actual president de Veneçuela.
Anteriorment fou ministre d'Afers exteriors de Veneçuela (2006-2012) i vicepresident executiu del govern (2012-2013). Durant l'absència política del president Hugo Chávez a causa del seu càncer, Maduro va assumir les funcions administratives i econòmiques del país. Quan finalment Chávez va morir, va assumir de forma interina la presidència de l'Estat.

## Biografia
Nicolás Maduro va néixer el 23 de novembre de 1962 a Caracas, al si d'una família de classe mitjana progressista. El seu pare, Nicolás Maduro García, va ser dirigent sindical i membre d'Acción Democrática —més endavant de l'escissió Moviment Electoral del Poble—, exiliat a Bogotà durant la dictadura de Marcos Pérez Jiménez per participar en la planificació d'una vaga petroliera a Zulia.
Així, amb l'exemple del seu pare, als dotze anys Maduro ja militava en una organització d'esquerres anomenada Ruptura. Posteriorment va ingressar a la Lliga Socialista, arribant a ser membre de la seva direcció nacional i del Comitè Regional de Caracas. Entre el 1986 i 1987 va cursar estudis a l'escola cubana per a quadres polítics de l'Habana Ñico López, gràcies a una beca del propi partit.
A finals de la dècada de 1980, un cop va tornar a Veneçuela, aconsegueix treball com a conductor al metro de Caracas, on participa en la fundació del Sindicat de Treballadors del Metro de Caracas (SITRAMECA). Des de la Lliga i el Sindicat donen suport a Hugo Chávez i d'altres militars en els Intents de cop d'estat a Veneçuela del 1992, els quals aprofiten els túnels del metro per escapar un cop va ser frustrat.
El 16 de desembre de 1993, juntament amb altres treballadors del metro simpatitzants del MBR-200, visita a la presó de Yare a Chávez, el qual restava condemnat pel cop d'estat. En aquella reunió Chávez li assigna una tasca clandestina de coordinació amb altres oficials i li assigna el pseudònim de «verde». Des de llavors es converteix en un fervent defensor de l'alliberament del militar, el qual aconsegueix l'indult al 1994.
En aquells anys coneix a Cilia Flores, que havia estat advocada de Chávez, la qual seria més endavant la seva parella sentimental, així com futura procuradora general de la República i diputada de l'Assemblea Nacional pel Districte Capital.
Durant la dècada de 1990 passà a formar part del Moviment Cinquena República, partit amb què participà en la campanya presidencial del 1998 en la qual Hugo Chávez fou escollit President de Veneçuela. Fou elegit diputat de l'Assemblea Constituent del 1999 que redactà una nova constitució aquell any, i posteriorment fou elegit diputat de l'Assemblea Nacional de Veneçuela el 2000, càrrec que tornà a ocupar a les següents eleccions legislatives. L'any 2006 deixà aquest càrrec per petició del mateix Hugo Chávez per ingressar al gabinet ministerial com a cap del Ministeri del Poder Popular d'Afers Exteriors.
El 10 d'octubre de 2012, després de tres dies de les eleccions presidencials, fou nomenat nou vicepresident executiu, substituint Elías Jaua.
El 8 de desembre de 2012 Hugo Chávez va dir que, en cas que el càncer li impedís continuar al càrrec, Nicolás Maduro, pel seu càrrec de Vicepresident, havia d'ocupar el càrrec de President de la República fins a la convocatòria d'unes noves eleccions d'acord amb l'article 233 de la Constitució. El mateix Chávez va demanar el suport popular per a Maduro, indicant que: 
| « | Si es presentés alguna circumstància que m'inhabiliti per continuar al front de la presidència, Maduro ha de concloure. La meva opinió ferma, absoluta, total, irrevocable és que en aquest escenari, vostès escullin a Nicolás Maduro com a nou president de Veneçuela. | » |

## President de Veneçuela

### President provisional (2013)
El 5 de març de 2013 Hugo Chávez va morir i aquell mateix dia, Maduro va assumir el càrrec de president de Veneçuela fins a la celebració d'uns nous comicis presidencials.

### Primer terme com a president (2013-2018)

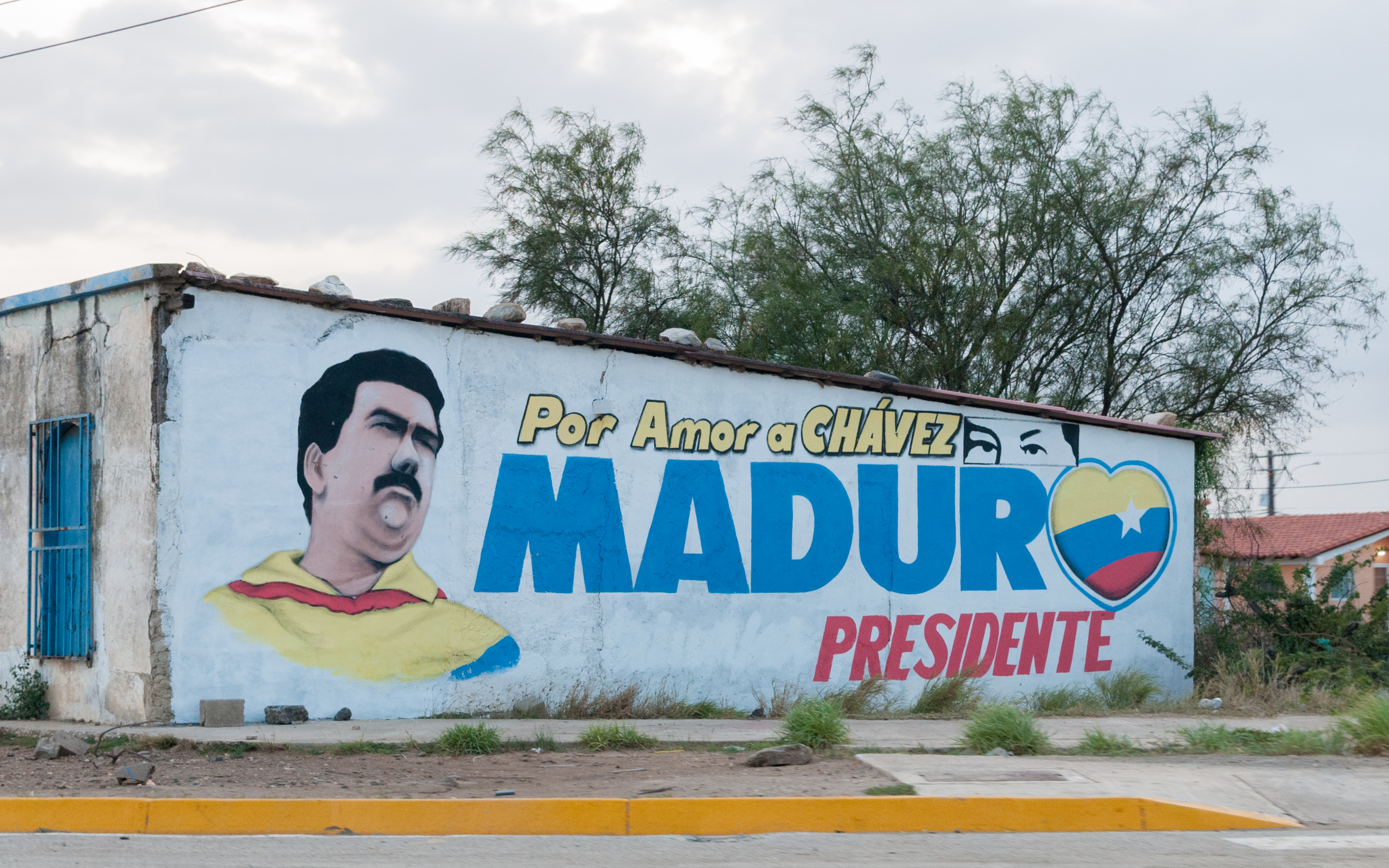
Cartell de propaganda electoral amb el lema:"Por amor a Chávez, Maduro Presidente" (Per amor a Chávez, Maduro president)

Les eleccions presidencials de Veneçuela de 2013 es van celebrar el 14 d'abril. Hi van participar 18.897.588 persones i els vots es van distribuir de la següent manera: Nicolás Maduro en va obtenir 7.587.532 (el 50,61%) i Henrique Capriles Radonski, 7.363.264 (el 49,12%). La mateixa nit del 14 d'abril Capriles va demanar un nou recompte per suposades irregularitats, amb el suport de nombrosos governs i figures importants. La sol·licitud va ser presentada formalment el 17 d'abril i es va confirmar la victòria de Maduro, que va jurar com a President de la República el 19 d'abril a l'Assemblea Nacional. Segons l'article 233 de la Constitució, va completar el període constitucional corresponent al de l'expresident Hugo Chávez.
Sis mesos després de ser elegit, Maduro va rebre el poder de governar per decret del 19 de novembre de 2013 al 19 de novembre de 2014, del 15 de març de 2015 al 31 de desembre de 2015 i més tard pel Tribunal Suprem des del 15 de gener de 2016 per fer front a la crisi econòmica en curs al país, amb una enèrgica condemna per part de l'oposició veneçolana al·legant que el poder del legislador havia estat usurpat pel tribunal.
La creixent escassetat a Veneçuela es va intensificar sota el govern de Maduro, agreujant-se amb els baixos preus del petroli a principis de 2015, i la caiguda de la producció de petroli a Veneçuela per falta de manteniment i inversió. La corrupció, l'escassetat crònica d'aliments i medicaments, el tancament d'empreses, l'atur, el deteriorament de la productivitat, l'autoritarisme, les violacions dels drets humans, la mala gestió econòmica i la sequera provocada pel fenomen el Niño i l'elevada dependència del petroli també han contribuït a l'agreujament de la crisi, que va provocar que Veneçuela tingués una inflació del 180 per cent, la més alta del món. El gener de 2016, l'Assemblea Nacional de Veneçuela liderada per l'oposició des de les eleccions parlamentàries de 2015 va declarar una «crisi humanitària sanitària».
El 29 de març de 2017, el Tribunal Suprem va desposseir l'Assemblea Nacional de Veneçuela de les seves competències, dictaminant que tots els poders es transferirien al Tribunal Suprem i van esclatar les protestes i es van detenir nombrosos líders de l'oposició i es va cancel·lar el diàleg entre l'oposició i el govern de Nicolás Maduro. El 4 d'agost de 2017, Veneçuela va convocar una nova Assemblea Constituent després d'unes eleccions especials que van ser boicotejades pels partits de l'oposició.

### Segon terme com a president (2018-2024)
Les eleccions presidencials de Veneçuela de 2018 es van celebrar el 20 de maig i Nicolás Maduro va ser reelegit per un segon mandat de sis anys. Alguns analistes van descriure l'enquesta com a eleccions simulades, ja que a molts partits de l'oposició se'ls va impedir participar-hi. Les eleccions van tenir la participació de votants més baixa en l'era democràtica de Veneçuela. El govern davant la caiguda dels ingressos del petroli, la contracció de l'economia i les sancions imposades pels EUA, Canadà i la Unió Europea, va aplicar una reducció important de despeses per part de l'Estat, restriccions al crèdit bancari i una despesa menor en bolívars per mantenir l'estabilitat del tipus de canvi i va abordar la crisi negant-ne l'existència i reprimint violentament l'oposició, i des del darrer trimestre del 2017 fins al desembre del 2020, Veneçuela va viure una hiperinflació que va arribar en 2018 a una taxa del 130.060 per cent. Les morts extrajudicials per part del govern veneçolà es van fer habituals, i les Nacions Unides (ONU) van informar de 5.300 assassinats per part de les Forces d'Acció Especial el 2018.
L'11 de gener de 2019, van iniciar-se manifestacions a nivell nacional i internacional com un esforç coordinat en contra del govern de Maduro, originades per la crisi que es va produir quan l'Assemblea Nacional va nomenar com a president transitori i interí Juan Guaidó i a l'hora es van organitzar manifestacions de suport al govern de Maduro. Almenys 1.569 persones moriren a mans de les Forces d'Acció Especial durant els primers sis mesos del 2019, alguns com a represàlia per la participació en manifestacions antigovernamentals. Les protestes es van reprendre parcialment a principis del 2020, però es van suspendre a causa de l'arribada de la pandèmia de COVID-19 a Veneçuela.
El 22 de març del 2020, el president Maduro va anunciar les mesures econòmiques per afrontar la pandèmia de COVID-19 que van consistir en la inamobilitat laboral fins al 31 de desembre, l'activació del pla especial de pagament de salaris per a la petita i mitjana indústria durant sis mesos, la supressió del pagament de lloguers per sis mesos, ratificació del pla prioritzat d'inversió agroalimentari, la suspensió per sis mesos dels pagaments de capital i interessos dels crèdits del país, suspensió i moratòria de pagaments, l'obligatorietat d'adreçar l'esforç productiu a aliments i fàrmacs i l'aprovació de la reestructuració d'accés al crèdit.
El desembre de 2022 Guaidó va perdre el suport de la majoria parlamentària i fou cessat, i enmig de la seva precandidatura presidencial, va abandonar el país.

Mapa de Veneçuela, incloent la reivindicació de la Guaiana Essequiba.

El 3 de desembre de 2023 va tenir lloc un referèndum per conèixer l'opinió de la població veneçolana sobre la qüestió de la Guaiana Essequiba, governat i reconegut internacionalment com a part de la Guyana i reivindicat per Veneçuela La comunitat internacional va donar suport a Guyana, però el 8 de desembre Maduro va afirmar haver nomenat personal per gestionar la incorporació de l'Esequibo i va signar diversos decrets en un procés es completaria fins al 2030.

### Tercer terme com a president (2024-)
Les eleccions presidencials de Veneçuela de 2024 es van celebrar el 29 de juliol i Maduro va ser reelegit per un segon mandat de sis anys amb el 51 per cent dels vots, però l'oposició no va reconèixer la seva victòria, esclatant una nova onada de protestes. Maduro va jurar el càrrec el 10 de gener de 2025 en absència dels presidents de Brasil, Colòmbia i Mèxic, i va trencar relacions diplomàtiques amb Argentina, Xile, Costa Rica, Panamà, Perú, República Dominicana, Uruguai i Paraguai.